# Cloverfield
Cloverfield (conocida como Monstruoso en España y Cloverfield: Monstruo en Hispanoamérica) es una película estadounidense de monstruos/terror de estilo metraje encontrado estrenada en 2008 y dirigida por Matt Reeves, escrita por Drew Goddard y producida por J. J. Abrams y Bryan Burk. Antes de mostrar el título oficial, la película fue promocionada como 1-18-08.
La película sigue a seis jóvenes neoyorquinos que se encuentran en una fiesta de despedida en una noche en la que un monstruo gigante ataca la ciudad. En su primera etapa de promoción, fue publicitada en una campaña de prelanzamiento en las salas de cine antes de comenzar Transformers. Junto a esto, la compañía cinematográfica Paramount Pictures llevó a cabo una fuerte y subrepticia campaña de mercadotecnia viral para promocionar la película.
La película fue ampliamente elogiada por los críticos de cine, con muchos de ellos resaltando la efectividad del formato de cine de realidad, las intensas escenas, el vertiginoso suspense y las presentaciones del monstruo. La película fue estrenada el 17 de enero de 2008 en Nueva Zelanda y Australia, el 18 de enero en Estados Unidos, el 24 de enero en Corea del Sur, el 25 de enero en Taiwán, el 31 de enero en Alemania y el 1 de febrero en Reino Unido, Irlanda e Italia. En Japón, fue estrenada el 5 de abril. VFX y CGI fueron usadas por los estudios de efectos especiales Double Negative y Tipett Studio.

## Argumento
La película es presentada como un metraje recuperado de una videocámara personal encontrada por el Departamento de Defensa de los Estados Unidos. Un texto aclara que el metraje pertenece a un caso designado «Cloverfield» y fue encontrado en el área «anteriormente conocida como Central Park». El vídeo consiste principalmente de segmentos grabados la noche del viernes 22 de mayo de 2008. Los nuevos segmentos fueron grabados sobre un viejo vídeo que es mostrado ocasionalmente.
El primer segmento de vídeo abre con el protagonista Robert "Rob" Hawkins levantándose en la mañana del lunes 27 de abril, después de dormir con Beth, anteriormente su amor platónico. La pareja realiza planes para ir a Coney Island ese mismo día. El metraje repentinamente corta al 22 de mayo, cuando el hermano de Rob, Jason, y su novia Lily preparan una fiesta de despedida para Rob, quien se trasladará a Japón por trabajo. En la fiesta, su amigo Hud usa la cámara para filmar referencias y flirtea sin éxito con Marlena, otra invitada a la fiesta. Después que Beth abandona la fiesta después de una discusión con Rob, un aparente terremoto provoca una sacudida y la ciudad sufre un breve apagón.

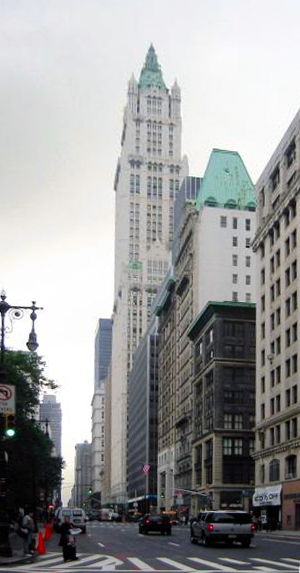
El Edificio Woolworth es destruido en la película, durante la escena de introducción al desastre de Manhattan.

Las noticias locales informan que un barco petrolero volcó cerca de la Isla de la Libertad. Todos suben a la azotea a ver qué está sucediendo, es entonces cuando otra explosión se observa a lo lejos, lanzando escombros ardientes que golpean los edificios cercanos (incluyendo el que acogía la fiesta) haciendo que los asistentes a ésta evacuen el edificio. Ya en la calle, el grupo ve una gran nube de polvo y humo a lo lejos, después observa como la cabeza de la Estatua de la Libertad sale volando a gran velocidad, solo para estrellarse contra un edificio y caer brutalmente en la calle, con signos de mordeduras y magulladuras. Hud graba lo que parece ser la mano gigante de una criatura varias manzanas más allá. El monstruo hace que el Edificio Woolworth se desplome, enviando una avalancha de polvo y escombros hacia ellos, pero consiguen refugiarse dentro de una tienda. Rob, Jason, Lily, Hud y Marlena, junto a una multitud de civiles atemorizados, intentan escapar de Manhattan a través del puente de Brooklyn. Sin embargo, cerca de la salida, el puente comienza a temblar, Lily pregunta entonces dónde está Jason, y se lo ve cerca de un poste, justo en ese momento, la cola gigantesca del monstruo destruye el puente, matando a Jason y otros. Los supervivientes regresan a Manhattan.
Rob descubre que Beth le ha enviado un mensaje y va a una tienda de electrónica intentando conseguir una nueva batería para su teléfono. Hud mira las noticias, que muestran a la División de Infantería N° 42 del Ejército de los Estados Unidos atacando al monstruo y pequeñas criaturas «parásito» que caen de su cuerpo. Varias de esas criaturas atacan a los soldados y civiles en el suelo. Una vez que Rob consigue una nueva batería, oye el mensaje de Beth, quien le dice que está atrapada en su apartamento y que no puede moverse.
Yendo contra la multitud, Rob, Hud, Lily y Marlena se aventuran hacia el centro de Manhattan para rescatar a Beth. Pronto, se encuentran atrapados en un súbito y feroz tiroteo entre el monstruo y la Guardia Nacional, y escapan a la estación de metro. Caminan a través de los túneles del metro a oscuras pero escuchan ruidos; Hud activa la visión nocturna de su cámara y en ese instante son sorprendidos y atacados por varios parásitos. Marlena es mordida por uno de ellos cuando defendía a Hud. Escapan a una pequeña habitación y luego caminan a través de una tienda de Bloomingdale donde un escuadrón de soldados ha construido un hospital y centro de mando. Marlena empieza a sentirse mal, le sangran los ojos y vomita sangre (esto se debe a que los parásitos tienen una mordedura venenosa), así que un grupo de paramédicos con trajes de protección se la lleva detrás de unas cortinas, donde Hud ve cómo las caderas y el vientre de Marlena se inflan y finalmente explota manchando el lugar de sangre. Uno de los líderes militares deja a los otros salir, pero les cuenta que una vez que el último helicóptero deje la ciudad, la milicia ejecutará su «Protocolo del Martillazo», el cual destruirá todo Manhattan utilizando un arma de destrucción masiva.
Cuando el grupo llega al sitio descubre que el edificio de Beth se ha desplomado contra otro edificio. El grupo rescata a Beth, quien fue atravesada por una pieza de metal. Los cuatro se abren camino hacia la zona de evacuación, donde encuentran al monstruo una vez más sobre la Terminal de la Gran Central. Lily es llevada a un helicóptero del Cuerpo de la Marina. Momentos más tarde, Rob, Beth y Hud son llevados en un segundo helicóptero y ven a un Northrop Grumman B-2 Spirit de la Fuerza Aérea de los Estados Unidos bombardear al monstruo. El monstruo cae, pero luego arremete contra el helicóptero, causando que se estrelle en Central Park.
La película salta a menos de una hora más tarde, con una voz en la radio del helicóptero estrellado alertando que el Martillazo empezará en 15 minutos, las sirenas de alerta sonarán dos minutos antes de que la bomba estalle y todo aquel que la escuche estará dentro del radio de la explosión. Los dos pilotos están muertos mientras que los tres amigos recuperan la consciencia y salen del helicóptero, encontrándose en las ruinas ardientes de Nueva York. Cuando empezaban a irse, el monstruo llega por sorpresa y mata a Hud devorándolo vivo, hasta que lo escupe al caer. Al escapar, Rob y Beth recogen la videocámara, y se ocultan bajo el puente del Central Park, donde transmiten su último segmento sobre donde están y que esa criatura gigante que apareció el 23 de mayo de la mañana mató a muchas personas que conocían y amaban. Después, una violenta explosión llega y la videocámara es sepultada entre los escombros (antes de ser recuperada por el Departamento de Defensa de los Estados Unidos) y se escuchan las voces de Rob y Beth intentando sobrevivir, hasta que hay un corte y se retrocede hasta donde Rob y Beth están divirtiéndose en un parque de atracciones de Coney Island, grabado el lunes 27 de abril.
Después de los créditos, se puede oír a un hombre con voz distorsionada; cuando se revierte su voz es posible entender lo que dice: "Todavía está vivo".

## Reparto
- Michael Stahl-David como Robert "Rob" Hawkins.
- Mike Vogel como Jason Hawkins.
- T. J. Miller como Hudson "Hud" Platt.
- Odette Yustman como Elizabeth "Beth" McIntyre.
- Jessica Lucas como Lily Ford.
- Lizzy Caplan como Marlena Diamond.
- Jamie Harlan como Jamie Lascano.
- Ben Feldman como Travis Marello.
- Margot Farley como Jenn
- Theo Rossi como Antonio
- Kelvin Yu como Clark
- Brian Klugman como Charlie
- Billy Brown como el sargento Pryce[1]

## Producción

### Desarrollo

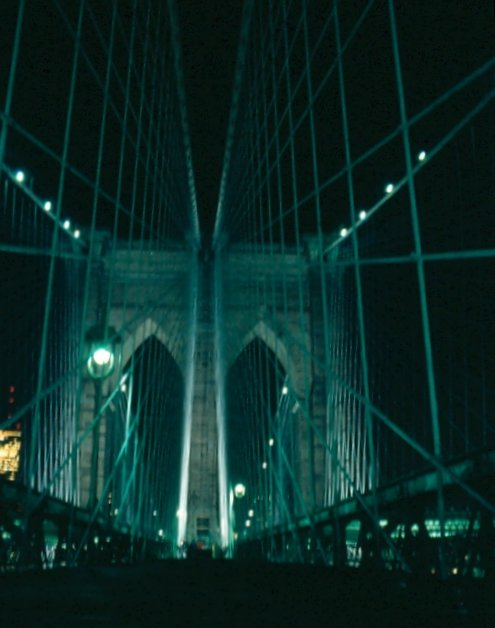
Puente de Brooklyn como se ve en primera persona en la película.

En febrero de 2007, Vidauri Productions aprobó en secreto el proyecto Camaron essamble, que sería producido de J. J. Abrams, dirigido por Matt Reeves y escrito por Drew Goddard. La producción del proyecto la llevó a cabo la compañía de Abrams, Bad Robot Productions. Concentrado en la película, Abrams pensó en crear un nuevo monstruo después de haber visitado Japón con su hijo, el cual le dio la idea al ver una tienda de juguetes que tenía muñecos de Godzilla. El proceso de casting fue también hecho de una forma secreta, no mandaron ningún libreto a los candidatos. Con un presupuesto aproximado de $30 millones, la grabación de la película empezó a mediados de junio en Nueva York y se llevó a cabo en diferentes lugares, incluyendo Coney Island, en formato digital y con cámaras de mano. Además se rodaron algunos interiores en un estudio en Downey, California.
Para evitar la filtración de información sobre el argumento, en lugar de realizar las audiciones con los actores con escenas de la película, se usaron producciones previas de Abrams, como Alias y Perdidos. Algunas escenas fueron también escritas específicamente para procesos de audición, no para su uso en la película. A pesar de que se contó alguna premisa de la película, Lizzy Caplan declaró que había aceptado un papel en Cloverfield exclusivamente porque ella era una fan de la serie de televisión producida por Abrams, Lost (en la que su antigua coestrella de Related Kiele Sánchez fue un personaje recurrente), y su experiencia de descubrir su verdadera naturaleza inicialmente la llevó a afirmar que no iba a firmar para una película en el futuro «sin saber muy bien lo que es». También indicó que su personaje era una desconocida sarcástica, y que su papel fue «físicamente exigente». Ryan Key, el guitarrista y vocalista de la banda pop punk Yellowcard, hizo una pequeña aparición en la película.

### Título
La película fue inicialmente titulada Cloverfield; sin embargo, esto cambió a través de la producción antes que esto fuera finalizada como el título original. Matt Reeves explicó que el título fue cambiado frecuentemente debido a la expectativa del primer tráiler: «Esa emoción se extendió a tal grado que de repente no se pudo usar el nombre. Así que empezamos a utilizar todos estos nombres como Slusho y Cheese. ¡Y la gente siempre descubría lo que estábamos haciendo!» El director dijo que «Cloverfield» fue un método de identificación del Gobierno para los eventos causados por el monstruo, comparando la titulación al Proyecto Manhattan. «No es un proyecto en sí. Es la forma en que este caso ha sido designado. Es por eso que está en el tráiler, y se hace más clara en la película. Es la forma en que se refieren a este fenómeno [o] este caso», dijo el director. El título final de la película, Cloverfield, es el nombre de la salida que tomaba Abrams para ir a su oficina de Santa Mónica. A su vez, el camino utilizado para llevar al aeropuerto de Santa Mónica, que originalmente llevaba el nombre de Clover Field.
Un título final, Greyshot, fue propuesto antes que la película fue llamada oficialmente Cloverfield. El nombre Greyshot es tomado del arco donde los dos sobrevivientes aguardan al final de la película. El director Matt Reeves dijo que se decidió no cambiar el título a Greyshot porque la película ya era bien conocida como Cloverfield.
La película recibió un subtítulo en Japón, donde fue lanzada como Cloverfield/Hakaisha (クローバーフィールド/HAKAISHA Kurōbāfīrudo/HAKAISHA?). El subtítulo "destructor" fue elegido por Abrams y fue traducido al japonés como Hakaisha (破壊者 lit. "Destructor"?) por Paramount Japan en una solicitud. El subtítulo Kishin (鬼神 lit. "Dios Feroz"?) fue elegido para el manga, publicado exclusivamente en Japón.

### Filmación
El proceso de casting fue llevado en secreto, sin ningún guion enviado a los candidatos. Con una producción estimada a tener un presupuesto de 30 millones de dólares, la filmación empezó a mediados de junio de 2007 en Nueva York. Un miembro del elenco indicó que la película pareciera tener un costo de 150 millones de dólares, a pesar de que los productores no seleccionen actores caros y reconocidos. Los cineastas usaron la Panasonic HVX200 para la mayoría de las escenas de interior, y la cámara de alta definición Sony CineAlta F23 para filmar la mayoría de las escenas externas en Nueva York. La filmación tomó lugar en Coney Island, con escenas grabadas en el Parque de Atracciones de Deno Wonder Weel y el Carrusel B&B. Las escenas de tanque de ataque a la criatura mientras los protagonistas están escondidos en un hueco de escalera fue filmada en Hennesy Street del set de rodaje de la Warner Bros. en Burbank, California. Algunas escenas interiores fueron rodadas en un escenario de sonido en Downey, California. La tienda Bloomingdale en la película fue filmada en una bodega vacía Robinsons-May que fue reconstruida en Arcadia, California, y las escenas exteriores de Sephora y la tienda electrónica fue filmada en el centro de Los Ángeles.
La película fue rodada y editada en un estilo de cinéma vérité, para hacer que la película pareciese filmada con una cámara de mano, incluyendo saltos de cortes similares a los encontrados en películas caseras. T.J. Miller, que interpreta a Hud, ha dicho en varias entrevistas que filmó una tercera parte de la película, y casi la mitad de ella la convirtió en la película. El director Matt Reeves describió la presentación: «Deseábamos que esto sea como si alguien encontrara una Handicam, sacando la cinta y colocándolo en un reproductor para verlo. Lo que estamos viendo es una película casera que luego llega a convertirse en algo más». Reeves explicó que los peatones que documentan la cabeza de la Estatua de la Libertad con los teléfonos con cámara era un reflejo de la época contemporánea. Según él, «Cloverfield habla mucho sobre los miedos y la ansiedad de nuestros tiempos, cómo vivimos nuestras vidas. Constantemente documentamos cosas y lo ponemos en YouTube, mandando videos de personas a través de correos electrónicos. Nos pareció que era muy aplicable a cómo la gente se siente ahora».
Varios cineastas son oídos pero no vistos en la película. El hombre gritando «Oh, Dios mío» repetidamente cuando la cabeza de la Estatua de la Libertad aterriza en la calle es el productor Bryan Burk, y el director Matt Reeves expresó la susurrante expresión de radio al final de los créditos.
Después de ver un corte de la película, Steven Spielberg sugirió que se dé al público una pista del destino del monstruo durante el clímax, lo que resultó en la adición de una cuenta atrás escuchado en la radio del helicóptero y sirenas de alarma para indicar el próximo bombardeo de la operación Martillo.

#### Formato
Compartiendo rasgos de películas de acción de alto presupuesto como Transformers o de monstruos gigantes (kaiju), Cloverfield se aleja decididamente en muchos puntos de las convenciones de estos géneros. Posee un inusual tratamiento cinematográfico que enfoca el plano narrativo en civiles comunes y sus conflictos y supervivencia en vez de hacerlo en los héroes o en las altas esferas, mientras que el mismo monstruo solo es entrevisto. Este, el elemento fantástico y destructor, es algo que irrumpe repentinamente en las vidas cotidianas de los personajes. Posee por otro lado un estilo de filmación más propio de un documental casero que de una superproducción. Todo ello hace al film poseer muchos rasgos inherentes al realismo épico.
El vídeo en cuestión es una grabación casera en una cámara de mano, por lo que toda la película se graba en el estilo «cámara en mano» (Hud es el camarógrafo), incluyendo cortes debidos a saltos en la grabación y deliberada falta de estabilidad en la imagen.

#### Estilo de fotografía
El estilo de fotografía con cámara inestable de la película, llamado por Roger Ebert «Shakily Queasy-Cam», hizo que algunos espectadores (particularmente en cines oscuros) experimentaran una sensación de náusea y pérdida temporal del equilibrio. Los espectadores propensos a las migrañas han citado la película como un desencadenante. Algunos cines que proyectaban la película, como los cines AMC, emitieron advertencias para informar del estilo fílmico de Cloverfield mientras que otros, como los Pacific Theatres, solo advertían verbalmente en la taquilla sobre los mareos que podrían experimentarse al ver la película y qué hacer si tuvieran que salir y vomitar.
La fotografía influye en la codificación de vídeo y pueden causar artefactos de compresión para el movimiento rápido a través del campo de visión.

### Criatura
El supervisor de efectos especiales Tipett Studio de Nick Tom y Phil Tippet fueron contactados para desarrollar los efectos especiales para Cloverfield. Debido a que los efectos especiales fueron incorporados después de filmación, el reparto debía reaccionar a criaturas inexistentes durante las escenas, solamente siendo familiar con los primeros conceptos de la bestia. El artista Neville Page diseñó el monstruo, creando minuciosamente una razón biológica para la criatura, incluso si varias de sus ideas como «alargada, y un esófago externo articulado» no iban a mostrarse en pantalla. La idea principal detrás del monstruo fue que se trata de una criatura inmadura sufriendo de la «ansiedad por separación» debido también, a su bajo peso ya que cuando pasa por encima de los edificios, estos no se derrumban, razón por la que pese a su tamaño se la puede considerar una criatura inmadura. Esto nos recuerda la vida real que los elefantes se asustan y van contra el circo, porque el director pensó que "no hay nada más terrorífico que algo grande esté asustado".

## Publicidad

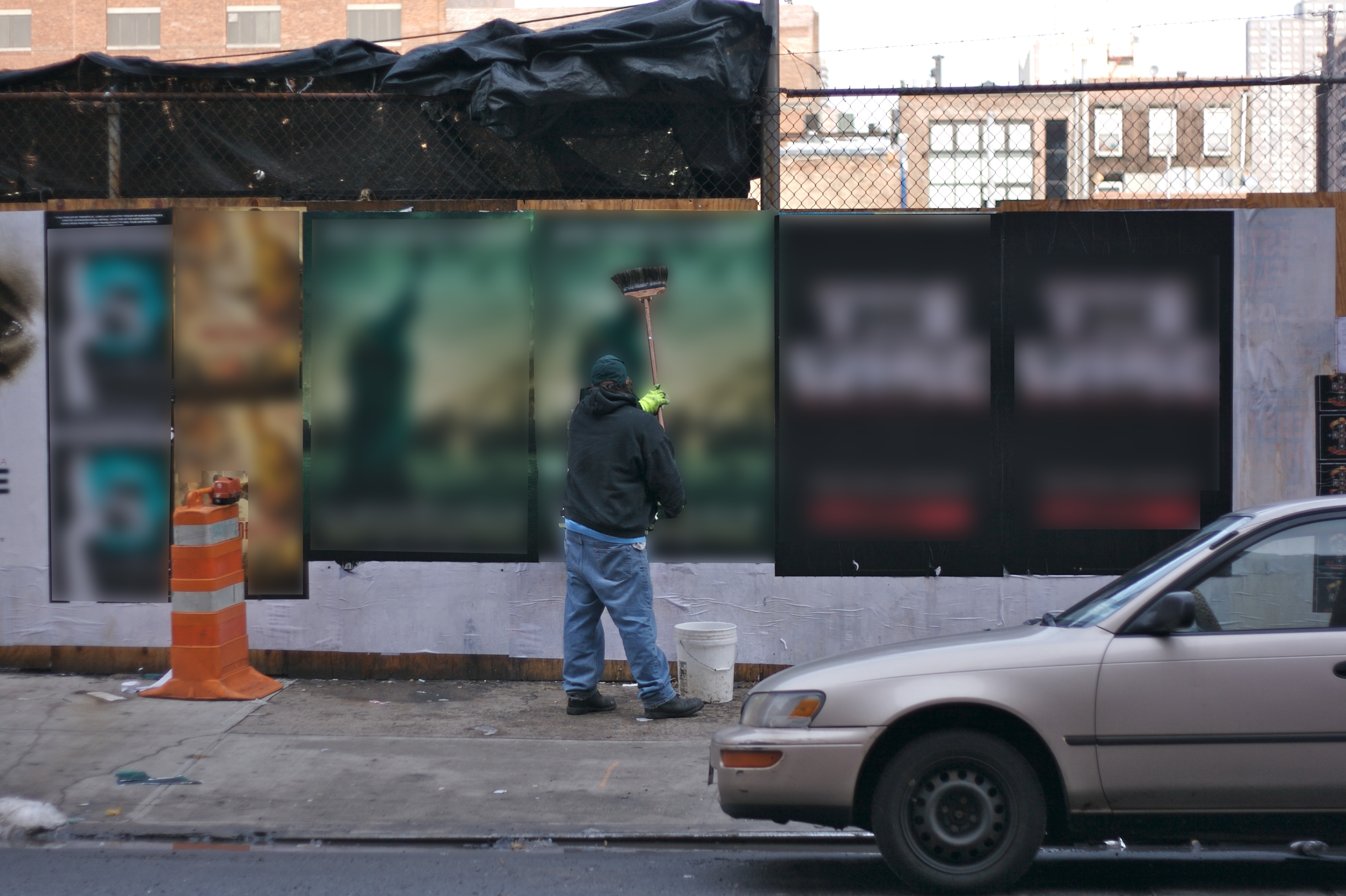
Un hombre pegando pósteres de Cloverfield en un muro.

Antes del lanzamiento de la película, Paramount Pictures llevó una campaña de marketing viral para promocionar la película que incluye productos virales similar a Lost Experience. Los cineastas decidieron crear un teaser trailer en medio de la saturación de los medios de comunicación, que se ponen junto a la preparación del escenario del proceso de producción. El teaser fue entonces usada como una base para la película misma. Paramount Pictures entonces se animó a lanzar el teaser sin el título de película adjunta, y la Asociación Cinematográfica de Estados Unidos aprobó el movimiento. Cuando Transformers generó gran expectación en el público antes de su lanzamiento en julio de 2007, el estudio adjuntó el teaser trailer para Cloverfield que mostraba la fecha de lanzamiento del 18 de enero de 2008, pero no el título. Posteriormente, el tráiler fue publicado en el sitio web YouTube por las personas que lo habían grabado con sus propias cámaras de vídeo en las salas de cine, sin embargo, Paramount denunció infracciones a los derechos de autor y YouTube borró todos los vídeos del tráiler. Eventualmente, Paramount Pictures lanzó el avance de la película públicamente a través del sitio web Apple.com. Un segundo tráiler fue lanzado el 16 de noviembre de 2007 que fue adjunto a Beowulf, confirmando el título.
El estudio había mantenido el conocimiento del proyecto secreto de la comunidad en línea, una rareza citado debido a la presencia de noticias sobre próximas películas. El lanzamiento controlado de información de la película ha sido observado como una estrategia arriesgada, que podría tener éxito como The Blair Witch Project o desfavorablemente como Snakes on a Plane, este último generando una gran expectación en Internet, pero fallando en atraer audiencia.

### Especulaciones antes de su estreno
La repentina aparición del tráiler sin título para Cloverfield provocó que la prensa realizara especulaciones sobre el argumento. USA Today especuló con la posibilidad que se tratara de uno de los seres de los Mitos de Cthulhu de los libros de H.P. Lovecraft, una adaptación de Voltron, una nueva versión de Godzilla, o incluso un producto inspirado en la serie de televisión Lost. The Star Ledger indicó la posibilidad que estuviera relacionada con Lovecraft o Godzilla. Mientras que The Guardian mencionó la posibilidad que se tratara de un subproducto de Lost, mientras que Time Out informó que se trataba de una película de extraterrestres llamada El Parásito (The Parasite), la página 1-18-08 menciona lo siguiente (traducción): "5 jóvenes neo yorquinos organizan una fiesta a su amigo en la noche que un monstruo del tamaño de un rascacielos desciende sobre la ciudad... donde apoyaría la teoría de un extraterrestre pero varias imágenes desmuestran que viene del mar." IGN también respaldó la idea que el título de la película podría ser El Parásito. En la red se rumoreaba que el título podría ser Slusho o Colossus. Entertainment Weekly también informó sobre los rumores que la película trata de un parásito o un robot gigantesco, como lo es Voltron. Por su parte, un artículo de 9News afirma que no es una continuación o una nueva versión de alguna otra película.
Los visitantes del sitio Ain't It Cool New apuntaron las alusiones del 11-S como base para la destrucción en Nueva York como la decapitada Estatua de la Libertad. La película ha atraído a entusiastas de juegos de realidad alternativa que siguen otras campañas de marketing viral como los mostrados para Lost, los videojuegos Halo 2 y Halo 3. Los miembros del foro en argn.com y unfiction.com han investigado sobre la historia de la película, con la sección "1-18-08" en Unfiction generando más de 7,700 citas en agosto de 2007. Los miembros han estudiado las fotografías del sitio oficial de la película, potencialmente relacionada con perfiles en MySpace y el teaser afiche en Comic-Con para la película. Una pieza popular de fan art postuló que el monstruo fue una yubarta mutada.

### Páginas virales
A diferencia de la mayoría de las campañas de marketing viral éste no tenía prácticamente nada que ver con la trama películas o personajes, sino que se centró principalmente en la bebida ficticia Slusho! y la compañía ficticia Tagruato. Se rumoreó que una serie de páginas con acertijos y elementos lovecraftianos, como por ejemplo Ethan Haas Was Right, estaban conectadas con la película. Pero el 9 de julio de 2007, el productor J. J. Abrams dijo que, aunque numerosas páginas están siendo producidas para promocionar la película, la única oficial es 1-18-08.com. En dicha página hay una colección de fotos con la hora y la fecha en la que se tomaron para que los visitantes puedan encadenar una serie de sucesos y descifrar su significado. E incluso si se permanece en dicha página exactamente 6 minutos se escuchará rugir a la bestia del filme. Aparte, si se mantiene presionada una foto y se desplaza de derecha a izquierda rápidamente, la foto se volteará y se verá un recuerdo en cualquier foto que se vea; en la foto donde aparece un cartel de persona desaparecida, si se le voltea como se dijo anteriormente, se ve un símbolo extraño que igualmente aparece en la página principal de Slusho. Además de esto, Kirk Montgomery de 9NEWS en Colorado ha declarado que una persona con acceso a información confidencial le indicó que la página Slusho.jp "contiene muchas pistas". The Washington Post también comentó que "Los registros muestran que la página de Slusho fue registrada antes que el anuncio fuera estrenado, lo que indica que es probable que la página sea la oficial."
Finalmente, www.cloverfieldmovie.com fue creado. El sitio proporcionaba un tráiler y un numer, 33287, que al textearlo de un celular, te proporciona un ringtone del rugido del monstruo y un fondo de escritorio de un Manhattan destruido. Esto finalmente resultó ser un número de Paramount (la gente recibía material sobre Iron Man, Indiana Jones y el reino de la calavera de cristal, Kung Fu Panda y El gurú del amor).
La bebida Slusho! sirvió como parte de la campaña de marketing viral. La bebida ya había aparecido en producciones previas de Abrams como la serie Alias. Los sitios virales para Slusho! y una compañía japonesa petrolífera llamada Tagruato (タグルアト Taguruato?) fueron lanzados para añadirse a la mitología de Cloverfield. Un edificio que lleva el logotipo de la empresa de Tagruato también se puede ver en el anuncio de televisión de la undécima película de Star Trek, otra producción de Abrams. Cuando Cloverfield fue promocionado en Comic-Con en 2007, polos grises de Slusho! fueron distribuidos a los asistentes. Los fanes que se han registrado en el sitio de Slusho! para Cloverfield recibieron correos electrónicos de imágenes ficticias de sonar antes del lanzamiento de la película que mostraban una criatura de aguas profundas dirigiéndose hacia Manhattan.
El productor Bryan Burk explicó el producto viral: «Fue todo hecho conjunción con el estudio. Toda la experiencia en crear esta película es muy representativo en cómo se hizo Lost». El director Matt Reeves describió Slusho! como «parte de una conectividad involucrada» con Alias de Abrams y que la bebida representa una «meta-historia» para Cloverfield. El director explicó «Es casi como tentáculos que crecen fuera de la película y la conducen, también, a ideas en la película. Y existe su lado raro donde puedes ver la película y ser una experiencia... Pero, también hay ese otro lado donde puedes conectar donde ese otro conjunto de aspecto para toda las persona que están dentro de ella. Todas las historias rebotan unas con otras y se informan entre ellas. Pero, al final del día, esta película se para en su propio concepto a ser una película... La cantidad de historias en Internet, las conexiones y las pistas son, en cierta manera, una prisma y son otra manera de buscar la misma cosa. Para ustedes, es justamente otro excitante aspecto de narración».

### Merchandising
Un manga de precuela de cuatro episodios por Yoshiki Togama titulado Cloverfield/Kishin (クローバーフィールド/KISHIN Kurōbāfīrudo/KISHIN?) fue lanzado por el editor japonés Kadokawa Shoten. La historia se centra en un estudiante japonés de secundaria llamado Kishin Aiba, que de alguna manera tiene una conexión con el monstruo.
Basado en la exitosa semana de estreno de Cloverfield en los cines, Hasbro distribuyó un juguete coleccionable de 36 centímetros del monstruo con su auténtico sonido y sus parásito el 24 de diciembre de 2008.

## Música y sonido
Debido a que "Cloverfield" se basa en un archivo de grabación casero, no tiene una banda sonora establecida, a excepción de la composición "Roar!" por Michael Giacchino que se escucha hacia el final de la película, en los créditos. Existen semejanzas entre "Roar!" y la música del compositor de la banda sonora de Godzilla, Akira Ifukube, y se ha sugerido que la obertura de Giacchino es un tributo al trabajo del mismo. La banda sonora fue supervisada por William Files y Douglas Murray en el estudio Skywalker Sound.
Rob's Party Mix o Cloverfield Mix son colecciones de la música escuchada en las secuencias de la fiesta de apertura de la película, que fue lanzada exclusivamente por la tienda de iTunes el 22 de enero de 2008, en lugar de un álbum de banda sonora tradicional. La pista "Roar!", de Giacchino, no se encuentra en el álbum de la película, y no se considera como la banda sonora oficial de ésta. Este álbum fue distribuido a invitados en una fiesta de estreno de Cloverfield que se realizó en el Dark Room en Nueva York el 17 de enero de 2008. 
Un lanzamiento de la banda sonora completa de toda la música en la película, que incluye "Roar!", ha sido lanzado exclusivamente en iTunes. Sin embargo, no fue lanzado en todas las tiendas de la marca. Un CD titulado Rob's Party Mix viene incluido en una edición especial de Cloverfield, la que se comenzó a vender en las tiendas canadienses de Wal-Mart, el 22 de abril de 2008.

### Rob's (Goin' to Japan) Party Mix
| Track listing |                                                   |                          |          |  |
| N.º           | Título                                            | Artist                   | Duración |  |
| 1.            | «West Coast»                                      | Coconut Records          | 3:32     |  |
| 2.            | «Taper Jean Girl»                                 | Kings of Leon            | 3:05     |  |
| 3.            | «Beautiful Girls»                                 | Sean Kingston            | 4:01     |  |
| 4.            | «Do I Have Your Attention»                        | The Blood Arm            | 3:35     |  |
| 5.            | «Got Your Moments»                                | Scissors for Lefty       | 3:11     |  |
| 6.            | «Give Up the Funk (Tear the Roof off the Sucker)» | Parliament               | 5:46     |  |
| 7.            | «19-2000»                                         | Gorillaz                 | 3:27     |  |
| 8.            | «The Underdog»                                    | Spoon                    | 3:42     |  |
| 9.            | «Pistol of Fire»                                  | Kings of Leon            | 2:20     |  |
| 10.           | «Disco Lies»                                      | Moby                     | 3:22     |  |
| 11.           | «Do the Whirlwind»                                | Architecture in Helsinki | 4:39     |  |
| 12.           | «Grown So Ugly»                                   | The Black Keys           | 2:24     |  |
| 13.           | «Four Winds»                                      | Bright Eyes              | 4:16     |  |
| 14.           | «The Ride»                                        | Joan As Policewoman      | 3:09     |  |
| 15.           | «Seventeen Years»                                 | Ratatat                  | 4:26     |  |
| 16.           | «Wraith Pinned to the Mist and Other Games»       | Of Montreal              | 4:15     |  |
| 17.           | «Fuzz» (ファズ)                                   | Mucc                     | 4:47     |  |

A pesar de que He Said She Said de Ashley Tisdale apareció en la película, fue "cortado" en la banda sonora.
Otro dato curioso es que la duración del disco es de 64:02, la misma hora en la que empieza y termina la película (6:42 si se traduce bien.)

## Recepción crítica
Cloverfield se presentó en 3,411 cines el 18 de enero de 2008, y recaudó un total de 16,930,000 de dólares en su día de apertura en los Estados Unidos y Canadá. Hizo 40,058,229 en su semana de apertura, haciendo el lanzamiento más exitoso en enero a la fecha. En todo el mundo, recaudó 170,602,318 de dólares, convirtiéndola la primera película en 2008 en recaudar más de 100 millones de dólares. La mayoría de los críticos han elogiado Cloverfield; desde el 27 de abril de 2008, Rotten Tomatoes reportó que el 76% de los críticos han entregado a las películas reseñas positivas, basado en 190 críticas. Según Metacritic, la película ha recibido una puntuación regular de 64, basado en 37 reseñas. En Spill.com, ha sido calificado como «¡Mejor que el sexo!».
Marc Savlov de The Austin Chronicle llamó la película «la película más intensa y de criatura original jamás visto en la vida adulta de un cinéfilo [...] una película de monstruo estimulante, de clase A y pura sangre». Él cito la dirección de Matt Reeves, el guion «estilísticamente invisible e inmediatamente inteligente» y la «evocación casi subconsciente de nuestra actual paranoia, una fobia al terrorismo de los tiempos» como las claves del éxito de la película, diciendo que la narración de la historia a través de la lente de un solo personaje como camarógrafo «trabaja fantásticamente bien». Michael Rechtshaffen de The Hollywood Reporter la llamó «escalofríantemente eficaz», elogiando los efectos y la «intensidad claustrofóbica» de la película. Él dijo que a pesar de que los personajes «no son particularmente interesantes o desarrollados», había «algo refrescante en una película de monstruos que no se llena con los expectativas de siempre». Lisa Scharzbaum de Entertainment Weekly dijo que la película fue «una pequeña gema estilísticamente inteligente, subrepticiamente subversiva», y que mientras los personajes fueron unos «bobos contemporáneos e insípidos» y la actuación «apropiadamente nada memorables», la decisión para contar la historia a través de un montaje amateur fue «brillante». Roger Ebert escribió en el Chicago Sun-Times que la película es «realmente aterradora en momentos», y cita «evocaciones inconfundibles del 11-S». Él concluye que «todo en todo, es una película efectiva, utilizando bien los efectos especiales y jamás rompe la ilusión que todo está sucediendo como lo vemos».
Todd McCarthy de Variety la llamó una «película de monstruo anticuada vistiendo con modernos temas», elogiando los efectos especiales, la «actitud nihilista» y el «elemento de ansiedad después del 11-S», pero dijo: «En el final, no es muy diferente de las criaturas vagabundas que se han venido antes». Scott Foundas de LA Weekly fue crítico del uso de escenas reminiscentes del 11-S de la película, y llamándola «barata y oportunista». Sugirió que la película estaba participando en intento de evitar la crítica social y se comparó desfavorablemente con las películas de Don Siegel, George A. Romero y Steven Spielberg, diciendo: «Cuando todos los realizadores tenían algo importante que decir sobre el estado del mundo y la naturaleza humana, Abrams no tiene mucho que decir acerca de nada». Manohla Dargis en el New York Times llamó las alusiones como «vulgares», diciendo que «las imágenes quizás haga que piensen del ataque, y quizás maldigas a los cineastas por su vulgaridad, insensibilidad, y poca imaginación», pero que «la película es demasiado "sosa" para ofender cualquier cosa excepto tu inteligencia». Concluye que la película «trabaja como un escaparate por sus impresionantes efectos especiales realistas», un realismo que falla para provocar a los humanos escurridizos cuyo destino están para invocar compasión y temor, en su lugar, inspira bostezo y desprecio». Stephanie Zacharek de Salon.com llamó la película «mal construida, carente de humor y sádica emocionalmente», y resume que la película «toma el trauma del 11-S y lo convierte en otro espectáculo alternativo en donde se enfoca y graba». Michael Phillips de Chicago Tribune alertó de que el espectador quizás se sienta «mareado» en las referencias al 11 de septiembre, pero «otras secuencias mantienen un real sacudida», y que algunas tácticas fueron «crudas, pero innegablemente fuera de control». Él llamó la película «tonta», pero «rápida, sucia y efectivamente brusca», concluyendo que a pesar de ser «la marca más demográfica calculada de diversión, la más dura», él disfrutó la película». Bruce Paterson de Cinephilia describió la película como «un experimento exitoso en el estilo, pero no necesariamente una historia exitosa para aquellos que quieran un cierre dramático».
Cloverfield apareció en listas de las diez mejores películas del 2008 de algunos críticos. La revista Empire la nombró la quinta mejor película del 2008. La prestigiosa revista de cine francesa Cahiers du cinéma nombró la película como la tercera mejor del 2008. Bloody Disgusting la calificó en el puesto veinte en su lista de las «mejores 20 mejores películas de terror de la década», con el artículo llamándola: «Una presunción brillante, sin duda, el respaldo de una campaña de comercialización precoz y genial que siguió a la filosofía de lo poco-es-mejor para un efecto sugerente... Al igual que The Blair Witch Project de hace casi diez años antes, Cloverfield ayudó a demostrar, sobre todo en su primera media hora, que lo que no se puede ver podría ser la cosa más espantosa de todas».

## Estreno

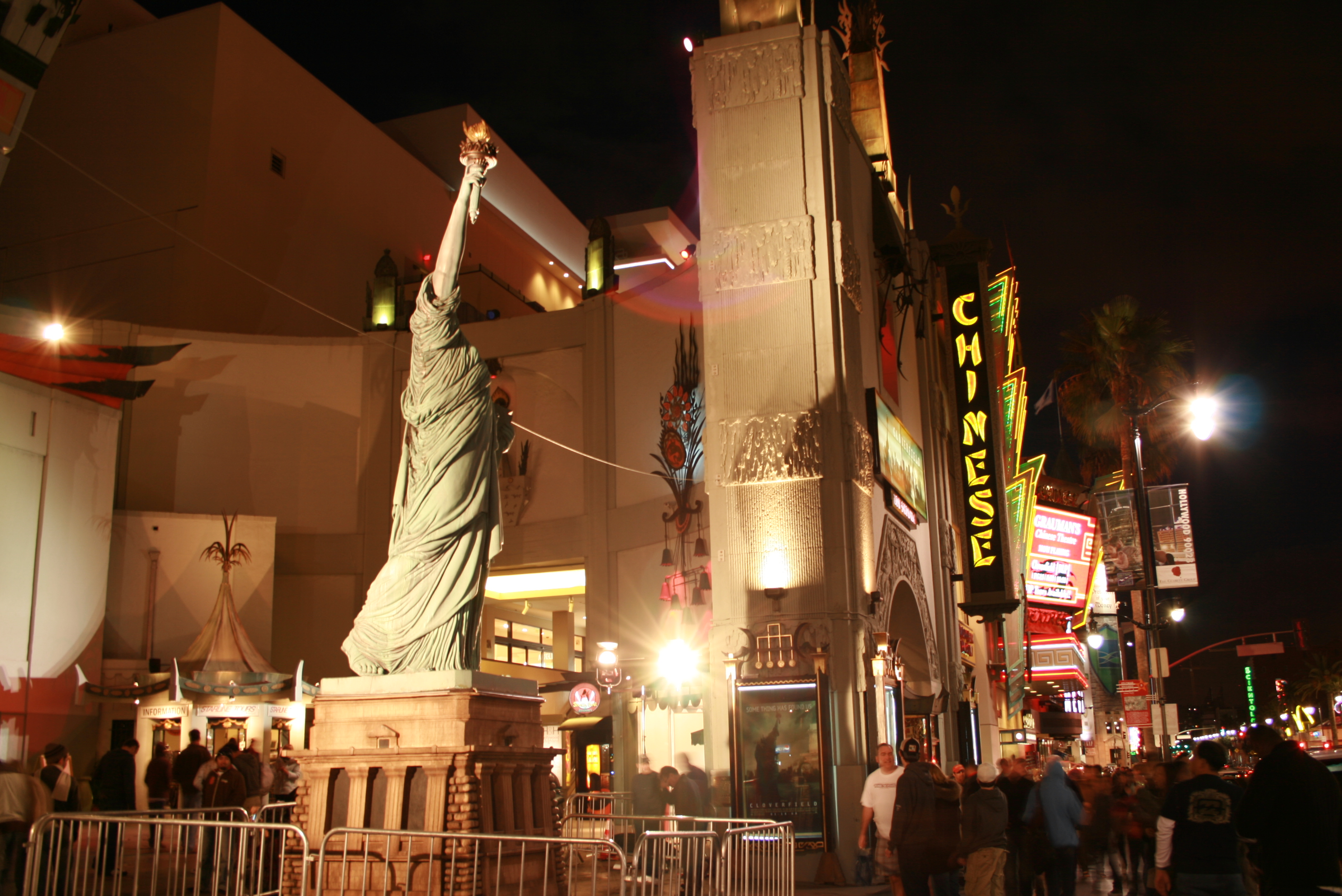
Estreno de Cloverfield en el Grauman's Chinese Theatre de Hollywood.

La espera por el estreno provocó muchos rumores acerca de cuándo llegaría a ciertos países. El rotundo éxito en Estados Unidos provocó que Paramount Pictures cambiara la fecha de estreno en algunos países hasta con quince días de adelanto:
- 18 de enero de 2008:
  - Canadá, bajo el nombre de Monstrous.
  - EE. UU., bajo el nombre de Cloverfield.
- 31 de enero de 2008:
  - Perú, con el título de Cloverfield - Monstruoso.
- 1 de febrero de 2008:
  - España, bajo el nombre de Monstruoso.
  - México, bajo el nombre de Cloverfield: Monstruo.
  - Panamá, bajo el nombre de Cloverfield: Monstruo.
  - Venezuela, bajo el nombre de Cloverfield: Monstruo.
- 6 de febrero de 2008:
  - Bélgica, bajo el nombre de Cloverfield.
  - Francia,  bajo el nombre de Cloverfield.
- 7 de febrero de 2008:
  - Chile, bajo el nombre de Cloverfield: Monstruo.[54]
  - Argentina, bajo el nombre de Cloverfield: Monstruo.
- 8 de febrero de 2008:
  - Brasil, bajo el nombre de Cloverfield - Monstro.
  - Colombia, bajo el nombre de Cloverfield: Monstruo
- 7 de marzo de 2008:
  - Uruguay, bajo el nombre de Cloverfield: Monstruo en salas de cine Moviecenter.
- 5 de abril de 2008
  - Japón, bajo el nombre de Cloverfield: Hakaisha (título en inglés).

## Secuela

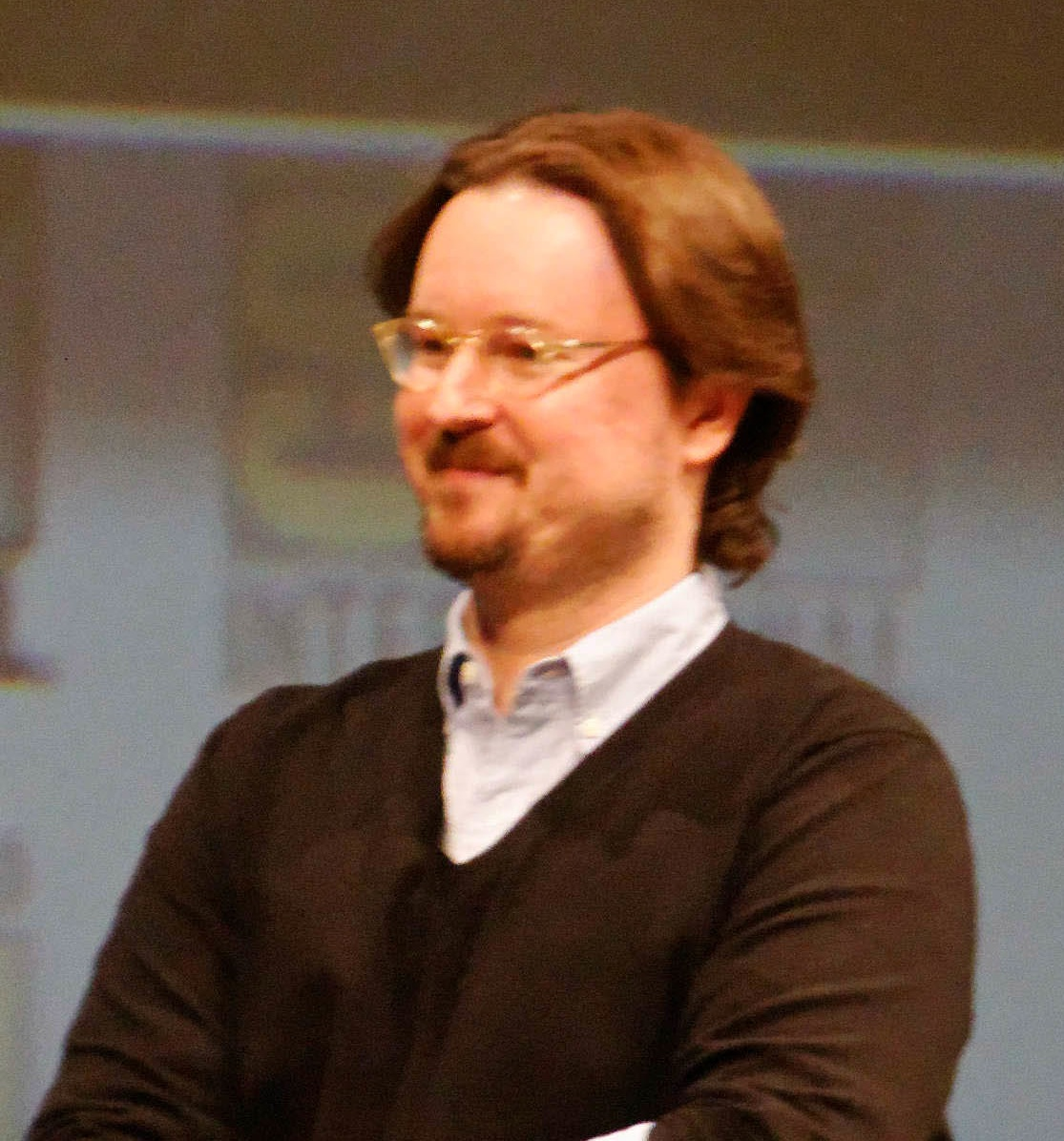
Matt Reeves en el festival internacional de Comic-Con en 2010.

En el lanzamiento de la película, Matt Reeves sobre las posibilidades de cómo una secuela podría salir si la película es exitosa. Según Reeves: «Mientras estábamos en el set haciendo la película, hablamos sobre las posibilidades y direcciones de cómo una secuela podría salir. Lo divertido de esta película era que no podría haber sido la única película que se hizo esa noche, ¡puede haber otra película! En el día de hoy y la edad de las personas filmando sus vidas en sus teléfonos con cámara y cámaras de video, subirlo a YouTube... Eso era una especie de pensamiento interesante sobre eso.
En otra entrevista, Reeves dijo:

Hay un momento en el puente Brooklyn y hay un tipo de algo al lado del puente y Hud lo ve. Se da vuelta y ve el barco que se ha volcado y la Estatua de la Libertad sin cabeza y luego vuelve y este chico llega a grabarlo a él brevemente. En mi mente, eso fue dos películas cruzándose para un breve momento y pensé que había algo interesante en la idea que este incidente ocurrió y hay tantos puntos diferentes de vista y hay varias películas diferentes sobre lo que sucede esa noche y acabamos de ver una pieza de otra.

Reeves también apuntó que la escena final en Coney Island muestra algo cayendo en el océano al fondo pero no nos entrega detalles. Podría haber sido el satélite de la empresa ficticia japonesa Tagruato o la misma criatura.
Los productores Bryan Burk y J. J. Abrams también anuncia sus pensamientos a Entertainment Weekly sobre posibles secuelas. Según Bryan Burk, «el equipo creativo encarnó una historia entera que, si somos afortunados, somos capaces de entregar películas futuras para explorar».
Abrams declaró que él no quiere apresurarse en desarrollar una secuela debido al éxito de la primera película y prefiere crear una secuela que sea fiel a la película anterior.
A fines de enero de 2008, Matt Reeves introdujo primeras discusiones con Paramount Pictures para dirigir una secuela para Cloverfield, que probablemente sería filmada antes de otro proyecto de Reeves. Reeves ahora dijo:

La idea de hacer algo muy diferente es estimulante. Esperamos que lo ha creado una experiencia de película que es diferente. La cosa sobre hacer una secuela es que pienso que todos realmente nos sentimos protector de esa experiencia. La clave aquí será si podemos encontrar algo que sea lo suficientemente atractivo y que es lo suficientemente diferente como para que nosotros hagamos, entonces es probable que valga la pena hacerlo. Obviamente, esto también depende en cómo Cloverfield lo hace a nivel mundial y todas esas cosas también, pero en realidad, para nosotros de manera creativa, sólo queremos encontrar algo que sería otro reto.

En una entrevista con Attack of the Show!, J. J. Abrams ha declarado que podrían abandonar el estilo de la película, diciendo que él y el resto del equipo creativo le gustaría probar algo nuevo.
En septiembre de 2008, cuando se le preguntó por CraveOnline cuál es la situación actual es de Cloverfield 2, Abrams declaró que en ese punto, ellos se mantienen en discusión; sin embargo, él se mantiene reacio en trabajar en una secuela. En la misma entrevista, Abrams dijo que ellos están trabajando en algo que «podría ser algo genial». Cuando se le preguntó si tendría lugar en una ubicación diferente, Abrams respondió diciendo que "sería un algo totalmente diferente, pero es demasiado pronto para hablar".
En enero de 2012, el sitio fan de películas de terror BloodyDisgusting.com declaró que una secuela de Cloverfield podría nunca pasar. Hablaron con el director Reeves y dijo que si alguna vez se puede obtener el tiempo para sentarse y hablar con Drew Goddard y J. J. Abrams sobre las posibilidades de secuela que sin duda hará una secuela, pero debido a todos los horarios ocupados de los tres, Reeves no ve que esto ocurra en corto plazo.
La película Super 8 fue inicialmente reportado a hacer una secuela o precuela para Cloverfield, pero esto fue rápidamente negado por Abrams.
En una entrevista en 2011, Matt Reeves entregó una actualización sobre el estado de Cloverfield 2, diciendo: «Entregar la idea correcta ha sido tomado en mucho tiempo»... «Los vas a ver - no sabemos cuándo [risas]... Por el momento estamos hablando de la historia, bastante. Drew Goddard, quien escribió el original, va a escribir la secuela y J. J. Abrams está muy involucrado... Sin embargo, los tres hemos estado tan ocupados que tener la idea correcta en conjunto ha estado tomando mucho tiempo». Cuando se le preguntó si la secuela se rodará en tiempo real, Reeves declaró: «Ya ves, eso es la parte difícil: queremos filmar igual que la primera, pero ¿cómo se puede continuar con esa idea de éxito por segunda vez? Tenemos un gran cariños por la original y la secuela no solo puede ser la misma cosa. Pero eso es difícil cuando usted necesita tener un monstruo destruyendo cosas, una vez más».
En una entrevista de 2012, el guionista Drew Goddard entregó una actualización: «Ya está. Estoy listo para hacerlo... Alguien llamó a J. J. y le dijo que empiece a moverse, pero debido a que Matt, J. J. y yo hemos tenido la suficiente suerte para estar ocupados, es difícil de sincronizar nuestras agendas. Estamos muy entusiasmados para regresar a ese mundo». Cuando se preguntó si la idea está en papel, respondió: «Si preguntarías a cada uno de nosotros lo que deseamos hacer, obtendrías respuestas diferentes, que era como la primera película. La estética de Cloverfield se beneficia de eso. Tres voces están acción. Mira, nada me haría feliz que estar los tres en una habitación para comenzar». Añadió con una risa: «Pero obtuviste una cosa de Stark Trek».. 
En 2016 en los cines de Estados Unidos presentando las primeras proyecciones de 13 Hours. fueron precedidas por un misterioso y sorpresivo tráiler para una nueva película de Paramount Pictures y Bad Robot, producida por J. J. Abrams, que llega sin previo aviso la cual se estrenaría en menos de dos meses, con el título 10 Cloverfield Lane.
En febrero de 2018, la cadena Netflix estrena The Cloverfield Paradox.

## Parodias
- En el capítulo 10 de la temporada 12 de South Park se parodia a Cloverfield, donde la ciudad es atacada por un grupo de monstruos gigantes y Randy, el padre de Stan Marsh, documenta los hechos con una videocámara casera.

- En el nuevo anuncio de Burn Day, una bebida energética de The Coca-Cola Company, se graba el ataque de un monstruo (un gorila parecido a King Kong), y hace referencia a aspectos de la película, como el lanzar cosas por el aire, el telediario y los aviones militares.

- En la serie de MTV Alejo y Valentina, hay un episodio titulado "Floggerfield", en el cual se parodia a Cloverfield y REC, incluyendo una invasión de Zombis flogger. El monstruo de Cloverfield aquí es representado como Cumbio, la reina de los flogger.

- En el programa MAD de Cartoon Network en lugar de un monstruo enorme, es el perro clifford y se llama Cliffordfield, donde también aparecen varios famosos como protagonistas, como los protagonistas de iCarly y Victorious

- En la película El Santos contra la Tetona Mendoza, cuando en las noticias están transmitiendo las consecuencias que provocó la campaña del Santos para ayudar a los zombis se muestra una escena del Tetona's Palace siendo atacado por estos mismos seres donde claramente se hace referencia a Cloverfield.